# Dampflokpark Haapamäki

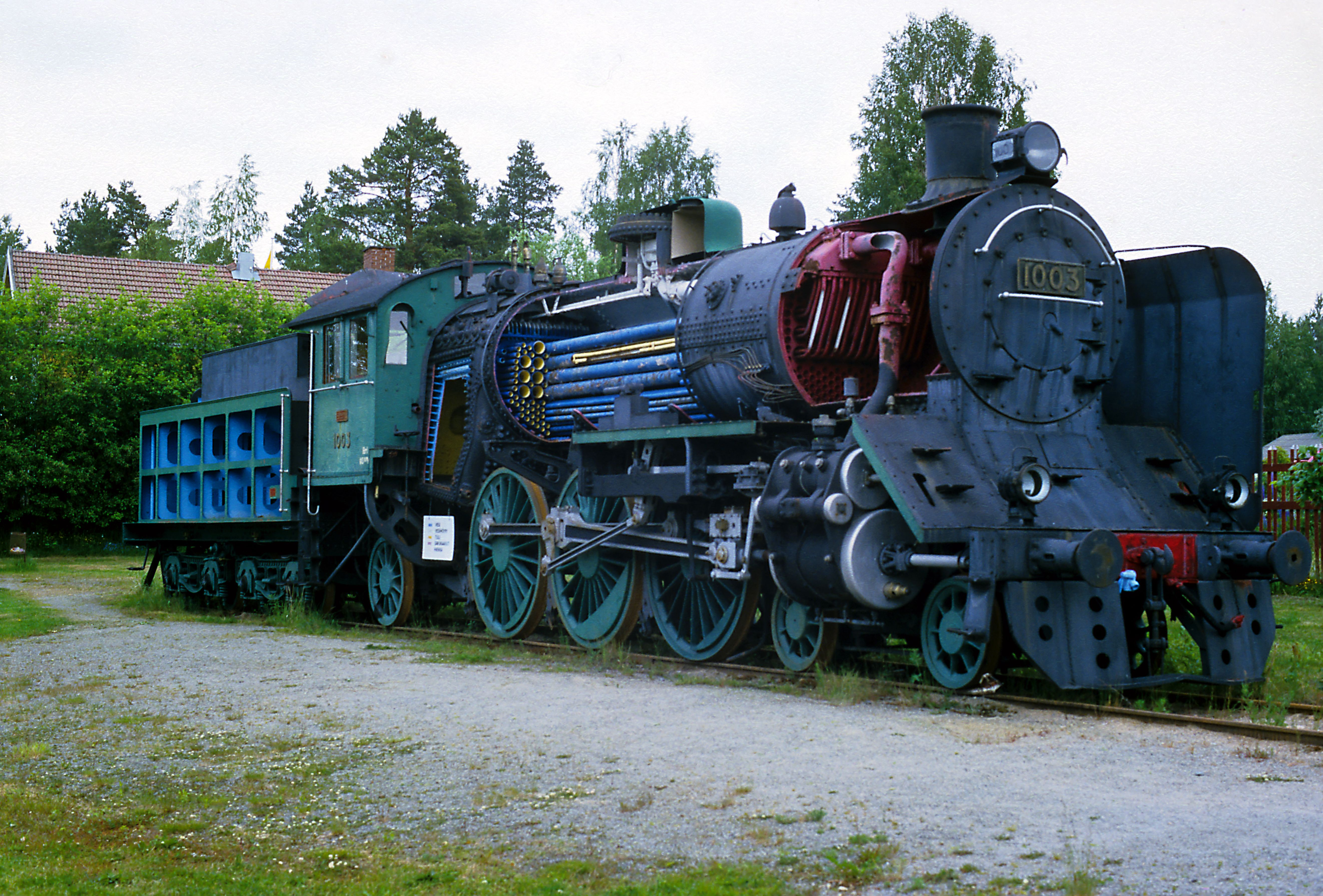
Die aufgeschnittene Hr1 1003 im Dampflokpark Haapamäki

Der Dampflokpark Haapamäki (finnisch Haapamäen höyryveturipuisto) wurde 1988 in Haapamäki, einem Stadtteil der mittelfinnischen Stadt Keuruu, eröffnet.

## Lage
Der Dampflokpark liegt im Bereich der ehemaligen Behandlungsanlagen im Bahnbetriebswerk in der Nähe des Bahnhofs Haapamäki. Im Ausstellungsbereich werden hauptsächlich Dampflokomotiven und andere von VR-Yhtymä zur Verfügung gestellte Ausrüstungsgegenstände gezeigt. 2020 hat VR dem Park einen CEmt-Schlafwagen zur Verfügung gestellt, in dem übernachtet werden kann, sowie den Speisewagen Rk 27813, in dem die Gäste des Parkes bewirtet werden.
Der Dampflokpark Haapamäki ist im Besitz eines Familienunternehmens und arbeitet eng mit dem an das Gelände anschließenden Gelände des Museumslokvereins Haapamäki zusammen.
Der sieben Hektar umfassende Dampflokpark ist jedes Jahr vom 1. Mai bis 31. Oktober für Gäste geöffnet. Dort werden verschiedene Veranstaltungen und Sonderfahrten organisiert. Im Winter ist der Schlafwagen des Dampflokparks auf Anfrage geöffnet.

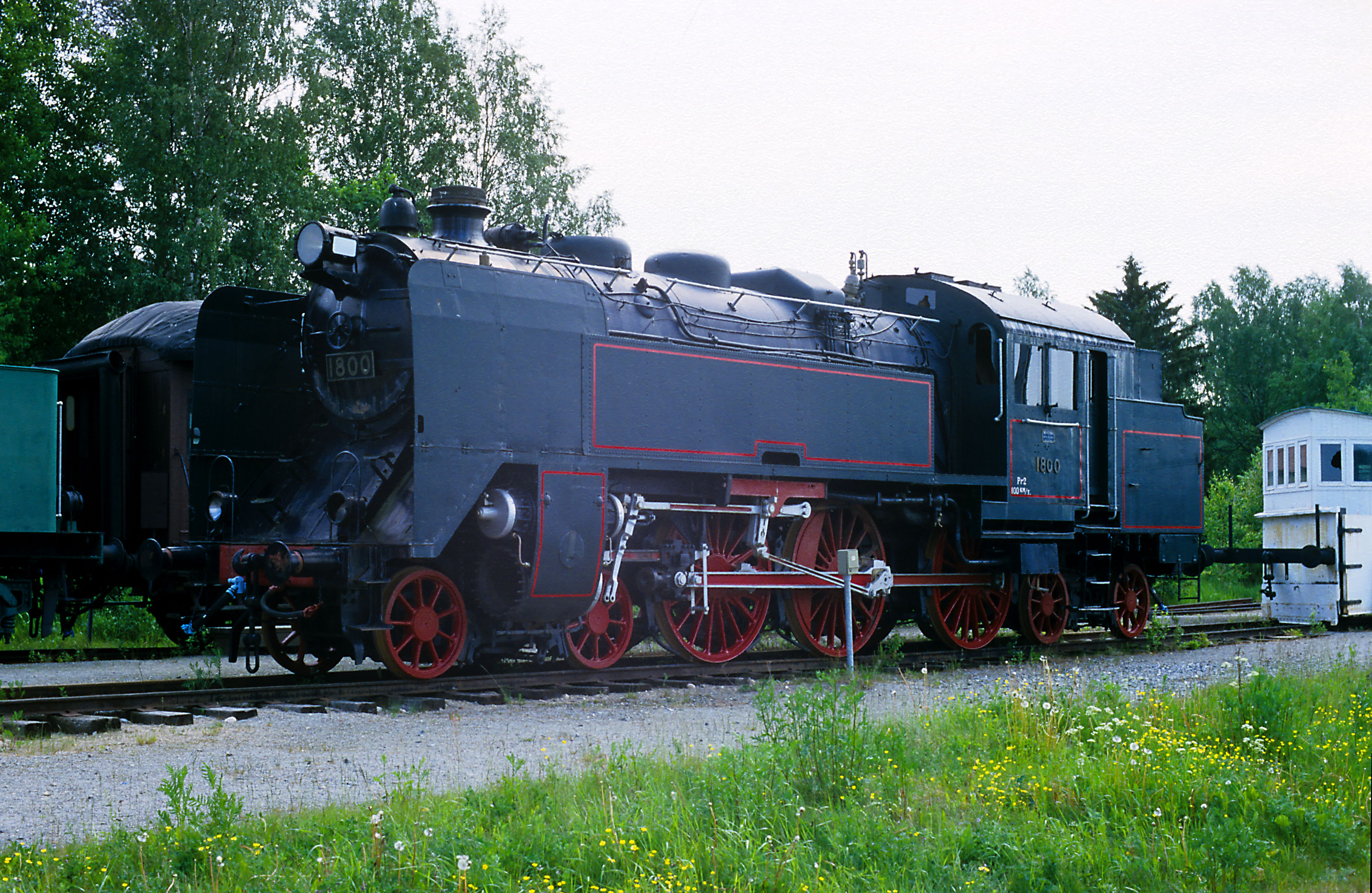
Pr2 1800, Henschel, Fabr.-Nr. 26132

## Ausstellung
Ein Teil der Schaustücke des Dampflokparks sind Eigentum des Dampflokparks Haapamäki, weitere Exemplare sind im Eigentum des Finnischen Eisenbahnmuseums, der Jokioinen-Museumseisenbahn und des Museumslokvereins Haapamäki.
Unter anderem sind die Lokomotive des Eisenbahnunfalls von Kuurila, die Hr1 1005 sowie die Tr1 1055 und 1087,  Vr1 788, Tk3 1104, Hr1 1000 und 1010, Hk5 497, Tk2 419 und Pr2 1800 zu sehen.

## Parkeisenbahn
Im Park verkehrt eine 500 Meter lange Parkeisenbahn mit einer Spurweite von 185 mm. Der Zug wird von einem Modell der Diesellokomotivbaureihe Dr12 gezogen.